# El Noticiero Huasquino
El Noticiero Huasquino fue un periódico chileno, de carácter local, editado en la ciudad de Vallenar, en la Región de Atacama. Pertenecía a la familia Rojas y se publicaba en la imprenta del mismo nombre que estaba ubicada en la intersección de las calles Prat y Valparaíso, en el centro de la ciudad.

## Historia
El periódico fue fundado por Manuel Rojas Jiménez el 17 de diciembre de 1933, e inicialmente era un vespertino de índole comercial y noticioso.
A lo largo de los años El Noticiero Huasquino tuvo entre sus colaboradores a diversos escritores, entre ellos Roberto Flores Álvarez, Hugo Evans Torreblanca, Luis Hormazábal Godoy, y Juan Ramos Álvarez. Este último publicó el texto "Historia del Valle del Huasco" mediante capítulos en el periódico durante 1948 y 1949.
En los años 50 el periódico fue arrendado por la Sociedad de Publicaciones El Tarapacá (editora también de El Tarapacá, El Amigo del País y El Día), lo que llevó que desde marzo de 1955 el diario comenzara a ser impreso en los talleres de El Día en La Serena.
El periódico desapareció el 31 de enero de 1961, siendo reemplazado por La Prensa, periódico editado por el diario El Día de La Serena y que llevaba el mismo nombre de una publicación hermana editada en Copiapó y que reemplazó a El Amigo del País. A partir del 19 de julio de 1965 apareció El Noticiero, un diario editado por los hijos de Manuel Rojas Jiménez, quien falleció en Vallenar el 25 de diciembre de 1964. El Noticiero publicó su última edición el 18 de diciembre de 1965.